# أمانة الحزب الشيوعي السوفييتي
كانت أمانة اللجنة المركزية للحزب الشيوعي للاتحاد السوفييتي مسؤولة عن إدارة وتوجيه العمليات اليومية للحزب الشيوعي للاتحاد السوفييتي، في حين كان المكتب السياسي مسؤولاً عن جوانب صنع السياسات للحزب. كانت الأمانة العامة إحدى الوكالات المكونة للجنة المركزية للحزب.

## نظرة عامة
تم انتخاب أعضاء الأمانة العامة من قبل اللجنة المركزية للحزب الشيوعي، على الرغم من أن الانتخابات كانت في جميع الأعوام، باستثناء الأعوام الأولى من وجودها، مجرد إجراء شكلي حيث كانت القيادة العليا تتخذ القرارات قبل التصويت. كان الأمين العام للحزب الشيوعي السوفييتي، الذي كان أيضًا عضوًا في المكتب السياسي، زعيمًا للأمانة العامة والحزب. كانت العضوية المزدوجة في الأمانة العامة والمكتب السياسي في الممارسة العملية مخصصة لاثنين أو ثلاثة من الأعضاء الكبار للغاية في القيادة السوفييتية، وفي حقبة ما بعد ستالين (بعد مارس/آذار 1953) كانت بمثابة حجر الأساس للوصول إلى السلطة المطلقة. كان آخر خمسة زعماء سوفييت (نيكيتا خروشوف، ليونيد بريجنيف، يوري أندروبوف، قسطنطين تشيرنينكو وجورباتشوف) جميعهم من كبار الأمناء قبل أن يصبحوا أمين أول أو أمين عام. بالإضافة إلى ذلك، كان جورج مالينكوف زعيمًا للحزب لفترة وجيزة لمدة أسبوع تقريبًا بعد وفاة ستالين بحكم كونه العضو الأعلى في الأمانة العامة. 
أنشأت اللجنة المركزية الأمانة العامة في 6 أغسطس 1917؛ وكانت تتألف في البداية من فيليكس دزيرجينسكي وماتفي مورانوف وياكوف سفيردلوف كأعضاء كاملين وأدولف جوف وإيلينا ستاسوفا كأعضاء مرشحين (أو بدلاء). وفي أعقاب ثورة أكتوبر في نوفمبر 1917، تولى سفيردلوف وستاسوفا في الواقع مهام الأمانة العامة بينما تولى الأعضاء الآخرون في الهيئة مهام أخرى. في ذلك الوقت، كانت الأمانة العامة مسؤولة عن القضايا الفنية مثل تنسيق أنشطة المنظمات الإقليمية للحزب والتعامل مع الشؤون الإدارية الروتينية للحزب. وزاد عدد موظفيها من 30 موظفًا فقط في عام 1919 إلى 600 موظف في عام 1921، ثم إلى 767 موظفًا بحلول عام 1925.
وبحلول عام 1922، تحولت اللجنة من لجنة فنية إلى واحدة من أهم مكونات الحزب، ومنذ ذلك الحين أصبحت مسؤولة عن العمليات اليومية للحزب الشيوعي. وفي عام 1922 أيضاً، تم إنشاء منصب الأمين العام، وأصبح الأمين العام رئيساً للأمانة العامة، وفي السنوات التي أعقبت وفاة لينين في عام 1924 أصبح الشخصية الأكثر أهمية في الحزب والاتحاد السوفييتي.

## قراءة إضافية
- قائمة المراجع الخاصة بالثورة الروسية والحرب الأهلية
- قائمة المراجع عن الستالينية والاتحاد السوفييتي
- قائمة ببليوغرافية الاتحاد السوفييتي بعد ستالين